# Onciale 056
L'Onciale 056 (numerazione Gregory-Aland) è un codice manoscritto onciale del Nuovo Testamento, in lingua greca, datato paleograficamente al X secolo.

## Testo
Il codice è composto da 6 spessi fogli di pergamena di 298 per 233 cm, contenenti un testo degli Atti degli Apostoli e le lettere di Paolo, con un commento. Il testo è scritto in una colonna per pagina e 40 linee per colonna.

### Critica testuale
Il testo del codice è rappresentativo del tipo testuale bizantino. Kurt Aland lo ha collocato nella Categoria V.
Probabilmente è stato trascritto da Onciale 0142.

## Storia
Il codice è conservato alla Biblioteca nazionale di Francia (Coislin Gr. 26) a Parigi.